# Leptapoderus praecellens
Leptapoderus praecellens es una especie de coleóptero de la familia Attelabidae.

## Distribución geográfica
Habita en Japón y Corea.